# Elymnias bivittata
Elymnias bivittata är en fjärilsart som beskrevs av Van Eecke. Elymnias bivittata ingår i släktet Elymnias och familjen praktfjärilar. Inga underarter finns listade i Catalogue of Life.